# Burgplatz (Flensburg)
Der Burgplatz (dänisch Borgpladsen) in Flensburg ist ein historischer Kreuzungsbereich in einer Höhe von 37 m ü. NN, der zwischen Duburg (im Stadtteil Neustadt) und der Westlichen Höhe grenzt.

## Geschichte

### Benennung des Platzes
Der Name Burgplatz, 1882 erstmals so benannt, erinnert an die ehemals dort nahegelegene Duburg, eine abgegangene Höhenburg aus dem 15. Jahrhundert, deren letzte Steinreste um 1900 abgetragen wurden. In der Zeit des Dritten Reiches, von 1933 bis zum Tag der Kapitulation am 8. Mai 1945 hieß der Bereich Schlageterplatz, benannt nach Albert Leo Schlageter, einem von der nationalsozialistischen Propaganda zur Märtyrerfigur erhobenen militanten Aktivisten.

### DenkmalAuf der Wacht
Von der feierlichen Enthüllung am 13. Juni 1926 bis zu seiner Entfernung 1974, als die Fahrbahnen des Platzes vergrößert wurden, stand auf dem Burgplatz das umstrittene Kriegerdenkmal Auf der Wacht, das im Volksmund Sitzender Krieger genannt wird/wurde. Sein Schöpfer, der Flensburger Bildhauer Andreas Treede, wollte damit an die im Ersten Weltkrieg gefallenen Soldaten des Füsilier-Regiments „Königin“ (Schleswig-Holsteinisches) Nr. 86 erinnern, eine Garnison, die ab den 1870er Jahren in der Duburg-Kaserne stationiert war. In der Zeit des Dritten Reiches war das Denkmal auf dem Burgplatz Versammlungsort von NS-Formationen. Nach dem Krieg berichtete Der Spiegel im April 1967 von Farbschmierereien. Das 1974 an die Duburg-Kaserne versetzte Denkmal wurde – nach Abriss der Kaserne (1989/90) und dem Neubau des Arbeitsamtes an der Waldstraße – in Einzelteile zerlegt und auf dem Gelände der Werkkunstschule an der Schützenkuhle gelagert. Reste des Denkmals wanderten 2006 zum Munketoft in den städtischen Bauhof, wo sich nach Angaben des Leiters des Flensburger Stadtarchivs Broder Schwensen seither seine Spur verlor.

## Bebauung und Einrichtungen

### Verkehrsinseln

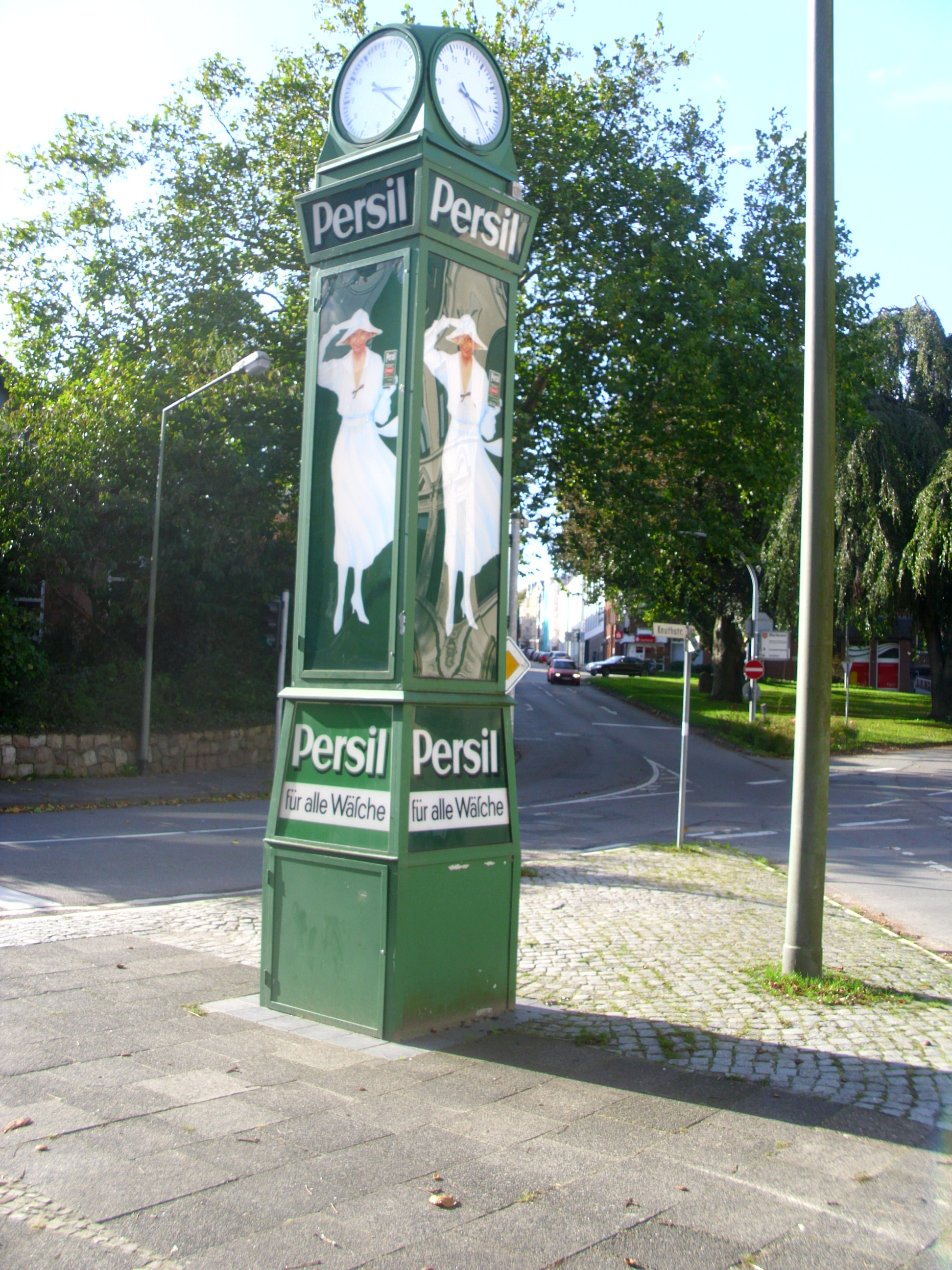
Anlieger verschönten 2006 den Platz mit einer nostalgischen Persil-Uhr

In der Mitte des Burgplatzes liegen mehrere Verkehrsinseln, die größte davon weist einen alten Baumbestand auf, unter dem ein Gedenkstein mit der Inschrift 1848 - 24. März 1898 an den Auftakt des ersten schleswig-holsteinischen Krieg (1848–1851) erinnert. Auf der zweitgrößten initiierten Anwohner bzw. die Arbeitsgemeinschaft Duburg die Aufstellung einer nostalgischen Persil-Uhr und wurden dabei vom Verschönerungsverein Flensburg unterstützt. Der im Mai 2006 aufgestellte Zeitmesser ist eine Nachbildung der 1922 vom Kunstmaler Kurt Heiligenstaedt erfundenen Persil-Uhr, auf der als Werbeträger für das Unternehmen Henkel seine Freundin Eva Muchow abgebildet ist.

### Nordrand
Wie im gesamten Stadtteil auch ist der Nordrand des Platzes von 1880 bis 1914 gebauten, zwei- bis viergeschossigen Arbeiter- und Mietshäusern geprägt, die in Teilen sanierungsbedürftig sind. Die Stadt ließ gleichwohl von Mai bis Ende 2014 die Toosbüystraße, eine von der City kommende Zufahrtsstraße, für 1,5 Mio. Euro sanieren. Das bisher für seinen Ruf bekannte „Plätzchen“ am oberen Ende der „Prachtstraße“ (Burgplatz Ecke Toosbüystraße/Burgstraße) erscheint nach dem Städtebauprojekt in neuem Glanz und bietet zwei Spielgeräte und dazu Sitzelemente aus Kunststoff. Zuvor traf sich dort zum Ärger der Anwohner die hiesige Alkoholikerszene. Über Jahre konsumierte jene vernehmbare Gruppe an einer zwischenzeitlich entfernten Telefonzelle und an einem verlegten Schaltkasten der Stadtwerke Flensburg alkoholische Getränke in teilweise erheblichen Ausmaßen.
Außer einem Drugstore mit Backshop an der Ecke zur Burgstraße, dem Döner-Bistro Troja an der Ecke zur Bergstraße und weiteren, darunter gelegentlich leerstehenden Läden in der Gegend befindet sich am nördlichen Rand seit August 2013 auch ein Initiativzentrum, in dem sich die Flensburger Ortsgruppen vom Allgemeinen Deutschen Fahrrad-Club (ADFC), von Amnesty International und Greenpeace sowie dem Bund für Umwelt und Naturschutz Deutschland (BUND) und dem Naturschutzbund Deutschland (NABU) ein Büro teilen.

### Osten und Süden

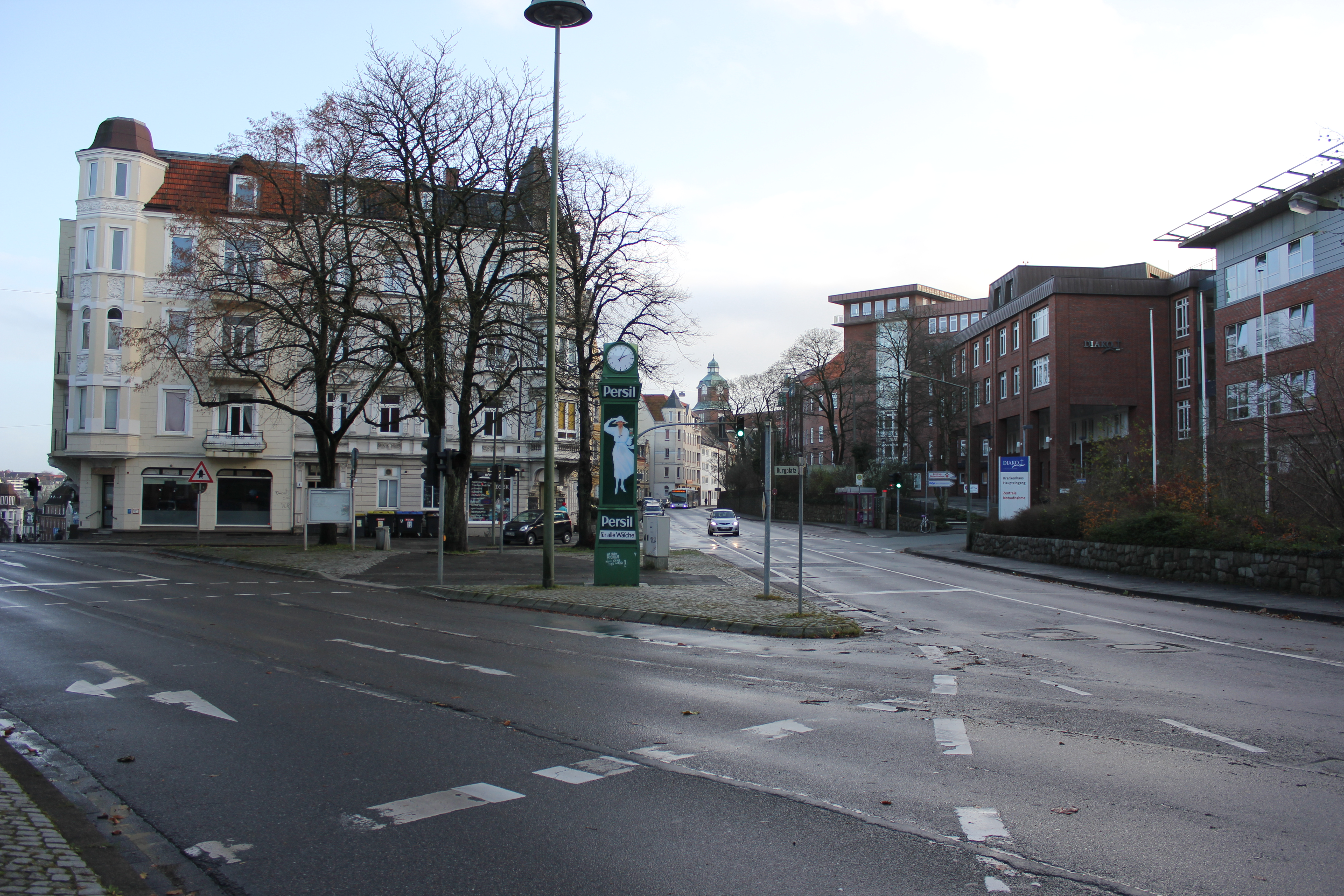
Burgplatz zwischen Toosbüystraße und Knuthstraße: Rechts die Diako, in der Mitte die Persil-Uhr (Foto 2011)

Am Beginn der Knuthstraße, im Osten, konkurriert der Kiosk Nesthäkchen mit dem Kiosk am Burgplatz und am südlichen Rand grenzen die Anlagen des Diakonissenkrankenhauses (kurz Diako). Dem Platz am nächsten sind die Klinik für Psychiatrie, Psychosomatik und Psychotherapie, in der jährlich bis zu 2800 Patienten stationär behandelt werden. Dort auf dem Dach verzeichnete ein Hubschrauberlandeplatz 2012 insgesamt 527 Starts von Rettungshubschraubern, die für das überregionale Traumazentrum im Einsatz waren. Nebenan zog im März 2013 eine Bewegungstherapie, eine Hebammenpraxis und eine Praxis für Ergotherapie in das neueröffnete Wackerhaus ein. Die Ergotherapiepraxis der Diako kehrte nach 14 Jahren in der Alten Post zurück zur Diako.

### Westen
Im Westen, wo der obere Teil der Duburger Straße den Platz tangiert, befindet sich gegenüber einem Subway-Restaurant das 1923/1924 erbaute Finanzamt Flensburg, zuständig für das Gebiet des ehemaligen Kreises Flensburg-Land (Duburger Straße 58–64). Nebenan unterhält die Nord-Ostsee Sparkasse (Nospa) eine sogenannte unbemannte SB-Filiale. Wenige Schritte davon entfernt betrieb die Flensburger Sparkasse und spätere Nospa von 1934 bis 2010 mit zuletzt vier Mitarbeitern die Duburger Filiale. Seit 2015 unterhält dort in der Dorotheenstraße 2 der sich seit 1980 für psychisch erkrankte Menschen einsetzende Verein Brücke e.V. Flensburg eine Begegnungsstätte für Menschen, die im Stadtteil Duburg leben. Gleich gegenüberliegend eröffnete 1992 eine Bäckerei, die 2014 zu Wohnraum umgestaltet wurde.

## Verkehr
Die Haltestellen des Burgplatzes werden von mehreren Buslinien angefahren: von der AFAG-Linie 3 zwischen dem P+R Nordkreuz und Solitüde, von der Linie 4 zwischen Frösleeweg und Campus/Universität Flensburg und von dem Nachtbus N1 von und zum Flensburger ZOB.